# Svenska låtar
Svenska låtar är en omfattande samling av svensk folkmusik. Verket består av 24 delar med cirka 8 000 nummer. En tiondel är vokal musik, majoriteten av låtarna är instrumentala, främst polskor och valser. Svenska låtar har av Gunnar Ternhag betecknats som "svensk folkmusiks största och viktigaste källpublikation".
Uppläggningen på Svenska låtar följer den plan som Folkmusikkommissionens sekreterare Nils Andersson utarbetade och som vidarefördes av hans medarbetare Olof Andersson, Åhus, som tog över som redaktör efter Nils Anderssons plötsliga bortgång 1921. Då var det första bandet av Svenska låtar ännu inte publicerat, men Nils Anderssons namn kom att stå som redaktör för hela utgåvan. Till skillnad från en del andra folkmusikutgåvor är Svenska låtar uppbyggd utifrån de enskilda spelmännen och sångarnas repertoarer. Dessa har i sin tur ordnats sockenvis och därefter sammanställts landskapsvis. Första delen utkom 1922 (Dalarna), den sista delen utkom 1940 (Skåne). Samtliga landskap i Sverige är inte representerade: Gotland saknas - där fanns redan August Fredins utgåva Gotlandstoner - men även de nordligaste landskapen ägnades inga häften. Svenska låtar återutgavs i början av 1970-talet och sedan början av 2000-talet har Svenskt visarkiv återkommande omtryckt verket.
Svenska låtar omfattar endast en liten del av hela Folkmusikkommissionens samling. I många fall har låtar och visor redigerats i större eller mindre omfattning. Bakgrundsmaterialet finns sedan 2007 tillgängligt via en webbpresentation.

## Delar iSvenska låtar
- Svenska låtar Dalarna, Häfte 1, 1922 Libris 1313634
- Svenska låtar Dalarna, Häfte 2, 1923 Libris 1313635
- Svenska låtar Dalarna, Häfte 3, 1924 Libris 1313636
- Svenska låtar Dalarna, Häfte 4, 1926 Libris 1313618
- Svenska låtar Jämtland och Härjedalen, Häfte 1, 1926 Libris 1313630
- Svenska låtar Jämtland och Härjedalen, Häfte 2, 1927 Libris 1313631
- Svenska låtar Medelpad, 1928 Libris 1313632
- Svenska låtar Hälsingland och Gästrikland, Häfte 1, 1928 Libris 1313628
- Svenska låtar Hälsingland och Gästrikland, Häfte 2, 1929 Libris 1313629
- Svenska låtar Värmland, 1930 Libris 1313633
- Svenska låtar Dalsland,  1931 Libris 1313620
- Svenska låtar Bohuslän och Halland, 1931 Libris 1313619
- Svenska låtar Västergötland, 1932 Libris 1313625
- Svenska låtar Västmanland, 1933 Libris 1313626
- Svenska låtar Närke, 1933 Libris 1313621
- Svenska låtar Uppland, 1934 Libris 1313624
- Svenska låtar Södermanland, 1934 Libris 1313623
- Svenska låtar Småland, Öland och Blekinge, 1935 Libris 1313622
- Svenska låtar Östergötland, Häfte 1, 1936 Libris 1313637
- Svenska låtar Östergötland, Häfte 2, 1936 Libris 1313641
- Svenska låtar Skåne, Häfte 1, 1937 Libris 1313627
- Svenska låtar Skåne, Häfte 2, 1938 Libris 1313638
- Svenska låtar Skåne, Häfte 3, 1939 Libris 1313639
- Svenska låtar Skåne, Häfte 4, 1940 Libris 1313640